# Valutazione a 360°
Nel campo delle risorse umane, la valutazione a 360° è un metodo di valutazione del personale che si propone di utilizzare  diverse fonti informative e non solo quella del diretto superiore. 

Gli elementi per la valutazione possono perciò provenire:
- dal superiore (valutazione top-down);
- dal diretto interessato (autovalutazione);
- dai colleghi (peer evaluation);
- dai collaboratori (valutazione bottom-up);
- dagli esterni, cioè clienti (customer satisfaction) o fornitori.

Questo metodo permette di formare un quadro più completo del valutato, che tenga conto di diversi punti di vista,  in modo da ottenere un giudizio finale più equilibrato. 
Il metodo permette al lavoratore di prendere coscienza dei suoi comportamenti e migliorarli. 
Il metodo è oneroso, per la quantità di informazioni da reperire, e viene quindi utilizzato prevalentemente per fini di sviluppo in ambito manageriale, quali ad esempio la valutazione del potenziale.
| Controllo di autorità | LCCN (EN) sh97005074 · J9U (EN, HE) 987007532577805171 |